# Churchill River
Churchill River este un râu în provincia Newfoundland și Labrador din Canada. El se află la est de lacul de acumulare Smallwood Reservoir care ocupă o suprafață de 6527 km² fiind situat pe coordonatele (54°5′47″N 64°0′40″V / 54.09639°N 64.01111°V). Fluviul are lungimea de 856 km și sprafața bazinului de colectare 79.800 km², el de curge prin Lake Melville și se varsă în Atlantic. Pe cursul râului se află "Cascada Churchill" (53° 36′ 0″ N, 64° 18′ 55″ W) care are o înălțime de 75 m, aici se află o hidrocentrală care produce din anul 1974, 5428 MW. După punerea în funcțiune a hidrocentralei au avut loc conficte din motive financiare între provinciile Neufundland și Québec. Compania Hydro Quebec, care a finanțat în mare parte construcția hidrocentralei a încasat prețuri prea mari pentru curentul produs, prețuri care au fost reglementate în anul 1969.
Râul se numea din anul 1839 "Hamilton River" după Charles Hamilton, guvernatorul provinciei Neufundlands iar din anul 1965 poartă numele premierului englez Winston Churchill.